# Grillig houtputje
Het grillig houtputje (Cryptodiscus rhopaloides) is een schimmel behorend tot de familie Stictidaceae. Hij groeit saprotroof op dood loofhout.

## Kenmerken
Vruchtlichamen zijn verzonken. De kleur is wit tot crème of geel of bleekgeel. Ze groeien in stromatisch weefsel en openen onregelmatig. Ze hebben ellipsoïde tot clavate, 1-10 voudig gesepteerde sporen.

## Verspreiding
Het grillig houtputje komt in Nederland matig algemeen voor.